# Coprinus
Гнойови́к (Coprinus) — рід грибів родини Coprinaceae. Назва вперше опублікована 1797 року.
Також гнойовиками називають представників роду Coprinopsis .

## Поширення та середовище існування
В Україні зустрічаються гнойовик білий (Coprinus comatus), гнойовик сміттєвий (Coprinus sterquilinus), гнойовик Вошустів (Coprinus vosoustii), гнойовик сірий або чорнильний (Coprinopsis atramentaria) та інші.

## Практичне застосування
Гнойовик білий (Coprinus comatus) їстівний в молодому віці. Їдять лише ті гриби, пластинки яких не почали чорніти вареним, смаженим, а також маринованим. Вважається делікатесом. 

## Галерея

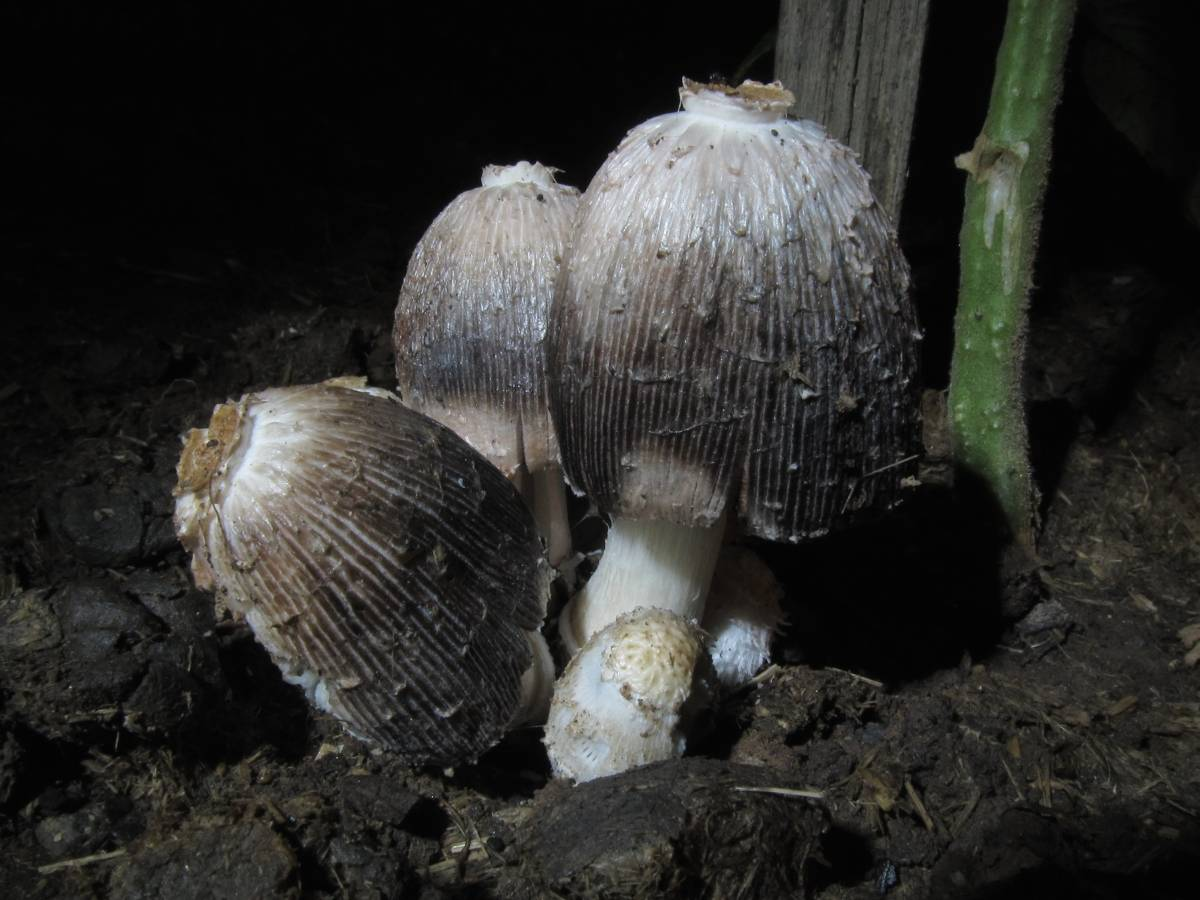
(Coprinus sterquilinus)
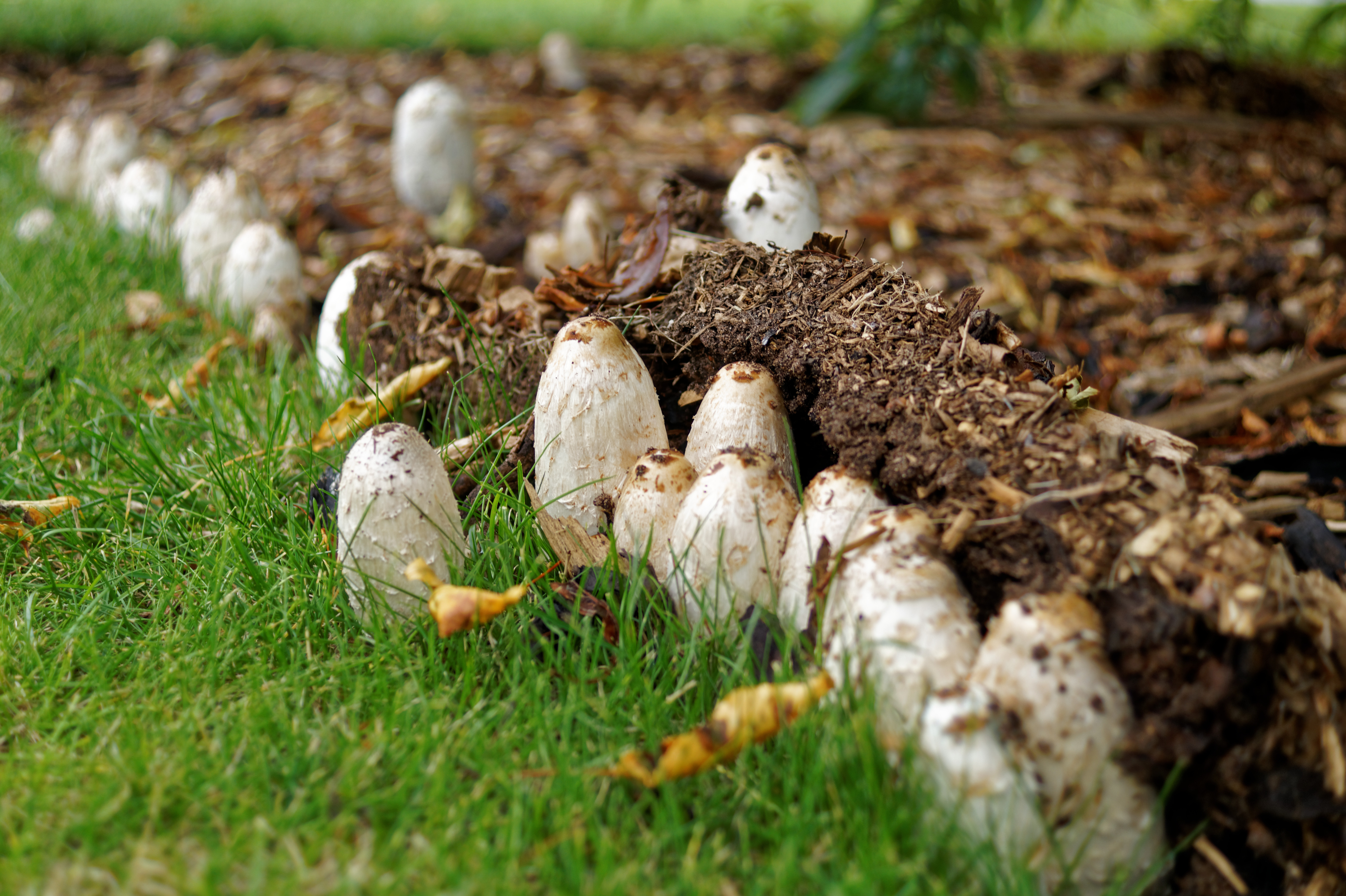
(Coprinus comatus)
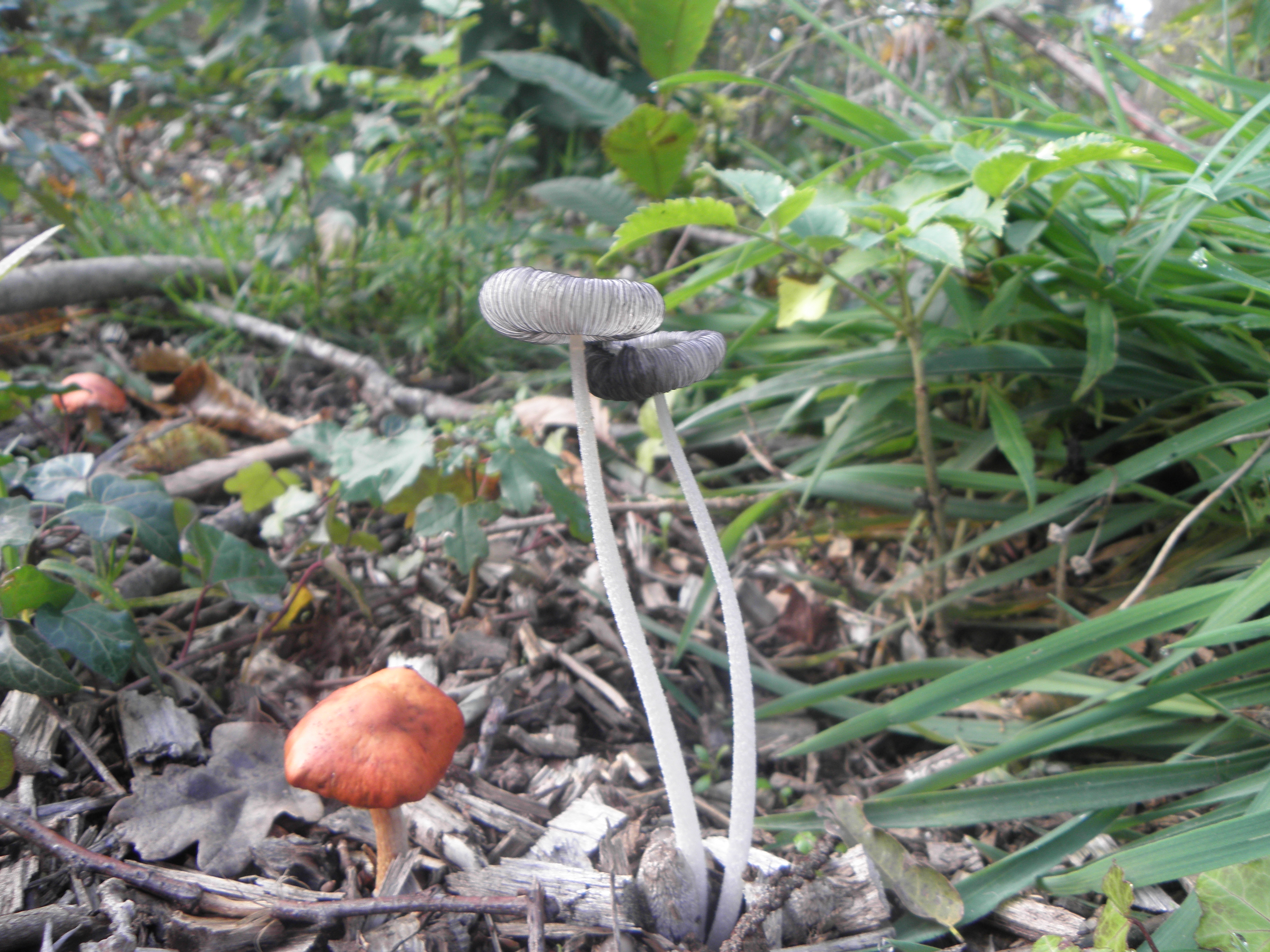
(Coprinus fimetarius)